# Nemanja Krstić
Pour les articles homonymes, voir Krstić.
Nemanja Krstić (en serbe : Немања Крстић), né le 2 mars 1993, à Kladovo, en Serbie, est un joueur serbe de basket-ball. Il évolue aux postes d'arrière et d'ailier.

## Palmarès
- Médaille d'argent du Championnat du monde de basket-ball masculin des moins de 19 ans 2011
- Médaille d'argent du Championnat d'Europe masculin de basket-ball des 18 ans et moins 2011
- Médaille de bronze du Championnat d'Europe masculin de basket-ball des 16 ans et moins 2009